# Creu Nova del terme de Foixà
La Creu Nova del terme de Foixà és una creu de terme de Foxià (Baix Empordà), situada a la plaça de l'Església de Sant Joan de Foixà.
Aquesta creu d'època renaixentista es trobava als afores del poble, en un punt des d'on es dominava un ampli panorama de la comarca, S'hi anava en processó i s'hi beneïa el terme. Destruïda el 1936, durant la Guerra Civil, els trossos van ser recuperats per la família del mas Ribas. L'any 2013 l'Ajuntament de Foixà la va restaurar i la va col·locar a la plaça de l'Església.
La creu actual té els braços flordelisats. A l'anvers hi ha la imatge del Crist crucificat, del qual només en queden fragments dels braços i deles cames, i al revers, la figura del Nen i la Mare de Déu. de la qual també només en queden fragments. El conjunt està sustentat per un basament format per dos graons circulars i un peu també circular i un fust octogonal, rematat per un capitell jònic. A l'anvers del capitell hi ha la data marcada de 1581. Al revers hi ha la inscripció 'GARA ROG'. Els braços de la creu estan units per una motllura circular que recorda les creus celtes.